# مقاطعة ديكالب (ألاباما)
مقاطعة ديكالب (بالإنجليزية: DeKalb County, Alabama)‏ هي إحدى مقاطعات ولاية ألاباما في الولايات المتحدة. تأسست سنة 1836، بلغ عدد سكانها 71109 نسمة في عام 2010 حسب إحصاء مكتب تعداد الولايات المتحدة .

## أعلام
- ك. دبليو. ريان

## وصلات خارجية
- http://www.dekalbcountyal.us/joomla1/